# Chen Lin
Chen Lin (República Popular China) es una clavadista o saltadora de trampolín china especializada en plataforma de 10 metros, donde consiguió ser campeona mundial en 1986.

## Carrera deportiva
En el Campeonato Mundial de Natación de 1986 celebrado en Madrid (España), ganó la medalla de oro en la plataforma de 10 metros, con una puntuación de 449 puntos, por delante de su compatriota Lu Wei (plata con 422 puntos) y de la estadounidense Wendy Wyland (bronce con 412 puntos).